# Liste des châteaux de la Haute-Loire
Cet article recense de manière non exhaustive les châteaux (de défense ou d'agrément), maisons fortes, mottes castrales, situés dans le département français de la Haute-Loire.

## Liste
| Icône            | Signification    | Abréviations             | Abréviations                  | Abréviations             | Abréviations           |
| ---------------- | ---------------- | ------------------------ | ----------------------------- | ------------------------ | ---------------------- |
| Château fort     | Château fort     | = Bastide                | = Ferme fortifiée             | = Maison forte           | = (Néo-)Palladianisme  |
| Renaissance      | Renaissance      | = Château gascon         | = Folie (montpelliéraine)     | = Manoir, Gentilhommière | = Résidence épiscopale |
| Domaine viticole | Domaine viticole | = Classicisme, classique | = Forteresse, fort(ification) | = Maison (noble)         | = Style Beaux-Arts     |
| Palais           | Palais           | = Commanderie            | = Gothique (flamboyant)       | = Néo-baroque            | = Style Second Empire  |
| Ruine ou disparu | Ruine, disparu   | = Château pinardier      | = Hôtel particulier           | = Néo-classique          | = Style italianisant   |
|                  |                  | = Demeure seigneuriale   | ... = Style Louis XII...XVI   | = Néo-gothique           | = Style troubadour     |
|                  |                  | = Éclectisme             | = Logis (seigneurial)         | = Néo-Renaissance        | = Villa (de Nice)      |
| Baroque, rococo  | Baroque, rococo  | = Édifice religieux      | = Motte castrale/féodale      | = Pavillon de chasse     | = Styles du XXe siècle |

| Type                                  | Château                                             | Commune                         | Protection | Notes                                         | Coordonnées                 | Illustration |
| ------------------------------------- | --------------------------------------------------- | ------------------------------- | --- | --------------------------------------------- | --------------------------- | ------------ |
| Maison forte                          | Château d'Adiac                                     | Beaulieu                        | Inscrit MH (1975) · Notice no PA00092596                                                                                                   | XVe et XVIIIe siècles                         | 45° 07′ 40″ N, 3° 57′ 59″ E |              |
| Château fort · Ruine ou disparu       | Château d'Agrain                                    | Ouides                          | | Moyen Âge                                     | 44° 54′ 08″ N, 3° 43′ 02″ E |              |
| Néo-gothique                          | Château d'Alleret                                   | Saint-Privat-du-Dragon          | Notice no IA43000634 | XIXe siècle                                   | 45° 11′ 27″ N, 3° 27′ 46″ E |              |
| Château fort · Ruine ou disparu       | Château d'Arlempdes                                 | Arlempdes                       | Inscrit MH (1926) · Notice no PA00092577                                                                                                   | XIIe et XIIIe siècles, XVe siècle, visitable  | 44° 51′ 58″ N, 3° 55′ 25″ E |              |
| Château fort · Ruine ou disparu       | Château d'Artias                                    | Retournac                       | Inscrit MH (1949) · Notice no PA00092815                                                                                                   | XIIe siècle, XVIe et XVIIe siècles, visitable | 45° 12′ 48″ N, 4° 00′ 02″ E |              |
|                                       | Château d'Aurec                                     | Aurec-sur-Loire                 | Inscrit MH (1996) · Notice no PA00092584                                                                                                   | XVe et XVIe siècles, XVIIIe et XIXe siècles   | 45° 22′ 05″ N, 4° 11′ 58″ E |              |
| Château fort · Ruine ou disparu       | Château d'Aurouze                                   | Mazerat-Aurouze                 | | Moyen Âge, détruit                            | 45° 11′ 08″ N, 3° 34′ 44″ E |              |
| Château fort · Renaissance            | Château d'Auzon                                     | Auzon                           | Inscrit MH (1989, 1990) · Notice no PA00092925                                                                                             | XIVe et XVIe siècles                          | 45° 23′ 30″ N, 3° 22′ 20″ E |              |
| Château fort · Ruine ou disparu       | Donjon des Barons de Mercoeur (Château de Mercoeur) | Blesle                          | Classé MH (1925) · Notice no PA00092606 · Notice no IA43000445                                                                             | XIIIe siècle, visitable                       | 45° 19′ 06″ N, 3° 10′ 09″ E |              |
| Château fort · Ruine ou disparu       | Château de Beaufort                                 | Goudet                          | Inscrit MH (1994) · Notice no PA00132734                                                                                                   | XIIIe et XVe siècles, XVIe siècle, visitable  | 44° 53′ 22″ N, 3° 55′ 05″ E |              |
| Château fort · Classicisme, classique | Château de la Beaume                                | Alleyras                        | Inscrit MH (2002) · Notice no PA43000028                                                                                                   | Moyen Âge, XVIIe et XVIIIe siècles, visitable | 44° 56′ 01″ N, 3° 40′ 25″ E |              |
| Château fort                          | Château du Besset                                   | Tence                           | Inscrit MH (1991) · Notice no PA00092953                                                                                                   | XIVe et XVe siècles, XVIIIe et XIXe siècles   | 45° 06′ 08″ N, 4° 17′ 07″ E |              |
| Maison forte                          | Château de la Borie-Chambarel                       | Céaux-d'Allègre                 | Inscrit MH (1976) · Notice no PA00092631                                                                                                   | XIIIe et XVe siècles, XVIIIe siècle           | 45° 10′ 20″ N, 3° 46′ 49″ E |              |
| Château fort                          | Château de Bouzols                                  | Arsac-en-Velay                  | Inscrit MH (1926) · Notice no PA00092582                                                                                                   | Moyen Âge, visitable                          | 45° 00′ 02″ N, 3° 56′ 06″ E |              |
| Château fort                          | Château de la Brosse                                | Tence                           | | XIIe siècle                                   | 45° 08′ 43″ N, 4° 17′ 07″ E |              |
| Château fort · Ruine ou disparu       | Château de Carry (Château de Vertamise)             | Grazac                          | Inscrit MH (1985) · Notice no PA00092672                                                                                                   | XIIe et XVe siècles, visitable                | 45° 10′ 54″ N, 4° 08′ 56″ E |              |
|                                       | Château de Causans                                  | Coubon                          | Inscrit MH (2019) · Notice no PA43000064                                                                                                   | XIXe siècle                                   | 44° 59′ 50″ N, 3° 55′ 10″ E |              |
| Château fort · Ruine ou disparu       | Château de Chabrespine                              | Grazac                          | | XIIe et XVe siècles                           | 45° 12′ 47″ N, 4° 10′ 29″ E |              |
| Château fort · Ruine ou disparu       | Château de Chalencon                                | Saint-André-de-Chalencon        | Classé MH (1913) · Notice no PA00092825 | XIIe et XIIIe siècles                         | 45° 17′ 02″ N, 3° 58′ 59″ E |              |
| Château fort · Ruine ou disparu       | Château de Chardon (Château de Monlet)              | Monlet                          | | Moyen Âge                                     | 45° 13′ 03″ N, 3° 43′ 48″ E |              |
| Château fort · Classicisme, classique | Château de Chavaniac                                | Chavaniac-Lafayette             | Inscrit MH (1989) · Notice no PA00092922 · Notice no IA43000579 · Jardin remarquable · Notice no JAR0000018 · Maisons des Illustres (2011) | XIVe et XVIIIe siècles, visitable             | 45° 09′ 27″ N, 3° 34′ 45″ E |              |
| Château fort · Ruine ou disparu       | Château du Cheylon                                  | Polignac                        | | Moyen Âge, Photo et infos visitable           | 45° 03′ 50″ N, 3° 49′ 11″ E |              |
| Château fort · Classicisme, classique | Château du Cluzel                                   | Mazeyrat-d'Allier               | Inscrit MH (1964) · Notice no PA00092705                                                                                                   | Moyen Âge, XVIIe siècle                       | 45° 07′ 19″ N, 3° 34′ 03″ E |              |
|                                       | Château de Courbière                                | Céaux-d'Allègre                 | Inscrit MH (1994) · Notice no PA00092629                                                                                                   | XIIIe et XVe siècles, XVIIIe siècle           | 45° 11′ 27″ N, 3° 44′ 23″ E |              |
| Château fort · Ruine ou disparu       | Château de Domeyrat                                 | Domeyrat                        | Classé MH (1983) · Notice no PA00092661 | XIIe et XVe siècles, XVIe siècle, visitable   | 45° 15′ 04″ N, 3° 30′ 05″ E |              |
|                                       | Château de Durianne                                 | Durianne                        | |                                               |                             |              |
| Classicisme, classique                | Château d'Elbe                                      | Le Monteil                      | |                                               | 45° 03′ 32″ N, 3° 55′ 03″ E |              |
|                                       | Château d'Esplantas                                 | Esplantas                       | | visitable                                     |                             |              |
|                                       | Château des Évêques-du-Puy                          | Monistrol-sur-Loire             | | visitable                                     |                             |              |
|                                       | Château de Flaghac                                  | Saint-Georges-d'Aurac           | |                                               |                             |              |
| Manoir, gentilhommière                | Château du Fraisse                                  | Saint-Victor-Malescours         | Notice no IA43000636 |                                               | 45° 18′ 44″ N, 4° 19′ 42″ E |              |
| Commanderie · Ruine ou disparu        | Commanderie de Gourlong                             | Alleyras                        | |                                               | 44° 55′ 15″ N, 3° 40′ 39″ E |              |
|                                       | Château de la Grangeasse                            | Aurec-sur-Loire                 | Inscrit MH (1995) · Notice no PA00135204                                                                                                   | XVIIIe et XIXe siècles                        | 45° 21′ 09″ N, 4° 12′ 35″ E |              |
| Maison forte                          | Château des Hermens                                 | Araules                         | Inscrit MH (1997) · Notice no PA43000005                                                                                                   | XIXe siècle                                   | 45° 02′ 33″ N, 4° 11′ 19″ E |              |
|                                       | Château de Jagonas                                  | Rauret                          | |                                               |                             |              |
|                                       | Château de Jonchères                                | Rauret                          | |                                               |                             |              |
|                                       | Château de Lamothe                                  | Lamothe                         | | visitable                                     |                             |              |
|                                       | Château de Lardeyrol                                | Saint-Pierre-Eynac              | |                                               |                             |              |
|                                       | Château de Lauriat                                  | Beaumont                        | |                                               |                             |              |
|                                       | Château de Lavée                                    | Yssingeaux                      | |                                               |                             |              |
|                                       | Château de Lavoûte-Polignac                         | Lavoûte-sur-Loire               | | visitable                                     |                             |              |
| Château fort                          | Château de Léotoing                                 | Leotoing                        | | visitable                                     |                             |              |
|                                       | Château de l'Espinasse                              | Saint-Beauzire                  | | visitable                                     |                             |              |
|                                       | Château du Malploton                                | Saint-Victor-Malescours         | | XIXe siècle                                   |                             |              |
|                                       | Château du Maréchal Fayolle                         | Saint-Geneys-près-Saint-Paulien | |                                               |                             |              |
| Manoir, gentilhommière                | Château du Mazigon                                  | Pradelles                       | Inscrit MH (2009) · Notice no PA43000008                                                                                                   | XVIIe et XIXe siècles                         | 44° 46′ 12″ N, 3° 52′ 06″ E |              |
| Manoir, gentilhommière                | Manoir du Mazonric                                  | Pradelles                       | Inscrit MH (1986) · Notice no PA00092735                                                                                                   | XVIe siècle                                   | 44° 45′ 44″ N, 3° 50′ 47″ E |              |
|                                       | Château de Mirmande                                 | Saint-Jean-Lachalm              | | visitable                                     |                             |              |
|                                       | Château du Monastier-sur-Gazeille                   | Monastier-sur-Gazeille          | | visitable                                     |                             |              |
| Château fort                          | Château de Montgon                                  | Grenier-Montgon                 | |                                               |                             |              |
|                                       | Château de Paulhac                                  | Paulhac                         | | visitable                                     |                             |              |
|                                       | Château de la Planche                               | Grazac                          | Inscrit MH (2022) · Notice no PA43000068                                                                                                   |                                               | 45° 11′ 05″ N, 4° 11′ 28″ E |              |
| Château fort                          | Château de Polignac                                 | Polignac                        | | visitable                                     |                             |              |
|                                       | Château de Recours                                  | Beaulieu                        | | visitable                                     |                             |              |
| Château fort                          | Château de Rochebaron                               | Bas-en-Basset                   | | visitable                                     |                             |              |
|                                       | Château de Rochefort d'Anglard                      | Alleyras                        | |                                               |                             |              |
| Ruine ou disparu                      | Château de Rochegude                                | Saint-Privat-d'Allier           | | visitable                                     |                             |              |
|                                       | Château de la Rochelambert                          | Saint-Paulien                   | | visitable                                     |                             |              |
|                                       | Château de Saint-Ilpize                             | Saint-Ilpize                    | |                                               |                             |              |
| Château fort                          | Château de Saint-Pal-de-Chalencon                   | Saint-Pal-de-Chalencon          | Inscrit MH (1995) · Notice no PA00135209                                                                                                   |                                               | 45° 21′ 23″ N, 3° 57′ 21″ E |              |
|                                       | Château de Saint-Romain-Lachalm                     | Saint-Romain-Lachalm            | |                                               |                             |              |
|                                       | Château de Saint-Vidal                              | Saint-Vidal                     | | visitable                                     |                             |              |
| Maison forte                          | Château de Séjallières                              | Saint-Jean-Lachalm              | Inscrit MH (1995) · Notice no PA00135208                                                                                                   | XVe siècle                                    | 44° 55′ 14″ N, 3° 43′ 15″ E |              |
|                                       | Château de Seneuil                                  | Saint-Vincent                   | | visitable                                     |                             |              |
| Château fort                          | Château de Servières                                | Saugues                         | | XIVe – XVIIe siècle                           |                             |              |
|                                       | Château du Thiollent                                | Vergezac                        | |                                               |                             |              |
|                                       | Château de Torsiac                                  | Torsiac                         | |                                               |                             |              |
| Ruine ou disparu                      | Château de Vabres                                   | Alleyras                        | | visitable                                     |                             |              |
|                                       | Château de Vachères                                 | Présailles                      | |                                               |                             |              |
| Maison forte                          | Château de la Valette                               | Chadron                         | Inscrit MH (2006) · Notice no PA43000049                                                                                                   | XVIe siècle                                   | 44° 58′ 13″ N, 3° 55′ 13″ E |              |
|                                       | Château de Valprivas                                | Valprivas                       | | visitable                                     |                             |              |
|                                       | Château de Vaux                                     | Saint-Julien-du-Pinet           | |                                               |                             |              |
| Maison forte                          | Château de Ventressac                               | Chamalières-sur-Loire           | Inscrit MH (1983) · Notice no PA00092639                                                                                                   | XVe et XVIIIe siècles                         | 45° 12′ 16″ N, 4° 00′ 07″ E |              |
| Château fort                          | Château de Vergezac                                 | Vergezac                        | |                                               | 45° 01′ 57″ N, 3° 43′ 39″ E |              |
|                                       | Château de Volhac                                   | Coubon                          | | visitable                                     |                             |              |
| Classicisme, classique                | Château d'Yssingeaux (Château de Treslemont)        | Yssingeaux                      | Notice no IA43000643 |                                               | 45° 08′ 06″ N, 4° 07′ 15″ E |              |